# Шмидт, Евгений Альфредович
Евге́ний Альфредович Шмидт (6 декабря 1920 — 27 апреля 2019) — советский и российский археолог, специалист по истории и археологии Верхнего Поднепровья и Подвинья, доктор исторических наук (1976), профессор, заслуженный деятель науки Российской Федерации (1995).

## Биография
Родился в семье железнодорожного инженера. В 1925 году семья переехала в Бежицу. В 1937 году его отца репрессировали, а год спустя Е. А. Шмидт переехал в Смоленск, где поступил на естественный факультет Смоленского государственного педагогического института. Однако в связи с начавшейся Великой Отечественной войной окончить институт ему не удалось.
В 1947 году окончил факультет биологии и химии Московского государственного педагогического института. В скором времени после окончания института стал работать в Смоленском краеведческом научно-исследовательском институте, где трудился до 1962 года. С 1949 года начал активно заниматься археологией, с этого времени стал проводить систематические разведки в Смоленской области и принял участие в первом сезоне раскопок Гнёздовских курганов археологической экспедицией Московского государственного университета под руководством Д. А. Авдусина.
С 1954 года по совместительству работал в Смоленском государственном педагогическом институте, где читал курс археологии на историческом факультете. В 1962 году полностью перешёл на работу в институт. В 1963 году защитил кандидатскую диссертацию, а в 1964 ему было присвоено звание доцента. В 1976 году защитил докторскую диссертацию. С 1977 года — профессор кафедры всеобщей истории. С 1981 по 1993 год заведовал кафедрой всеобщей истории, а затем до 2011 года работал профессором этой же кафедры. Уйдя из Смоленского государственного университета, до 2014 года работал научным сотрудником отдела археологии Смоленского государственного музея-заповедника.
Е. А. Шмидтом опубликовано более 300 научных работ, в том числе несколько монографий по истории племён Верхнего Поднепровья и Подвинья до образования Древнерусского государства. Он впервые исследовал памятники культуры шаровидных амфор эпохи неолита, обнаруженных в верхнем течении Днепра, а в междуречье Днепра и Западной Двины исследовал могильники и поселения 2-й половины 1 тысячелетия нашей эры. Производил раскопки городищ и селищ Новые Батеки, Холм, Куприно, Близнаки; курганов и могильников Харлапово, Шугайлово, Заозерье, Акатово. Большое число публикаций посвящено разработке вопросов этнической принадлежности, хозяйственного развития, культур днепро-двинских племен раннего железного века. В ряде работ выделены особенности культур тушемлинских племен для Смоленского региона. Собраны и проанализированы обширные материалы по смоленским длинным курганам и по проблеме этногенеза кривичей. Данные раскопок позволили выявить характерные особенности погребального обряда кривичей XI—XIII веков. В результате раскопок им было собрано и систематизировано более 1000 археологических памятников, которые хранятся в Смоленском музее-заповеднике и Государственном Историческом музее.
Заслуженный деятель науки РФ (07.09.1995). В 2014 году Е. А. Шмидт стал первым лауреатом краеведческой премии имени И. И. Орловского.
Похоронен на Новом (Новодевичьем) кладбище в Смоленске.

## Основные работы
Е. А. Шмидт опубликовал более 150 научных работ, среди них:
- Курганы XI—XIII веков у деревни Харланово в Смоленском Поднепровье, 1957;
- Древние городища Смоленщины, 1963;
- Некоторые результаты изучения памятников третьей четверти I тысячелетия нашей эры, 1966.
- Племена Смоленского Поднепровья и Подвинья в эпоху великого переселения народов, 1972;
- Археологические памятники Смоленской области (с древнейших времен до VIII века н. э.). М., 1976;
- Племена верховья Днепра до образования Древнерусского государства. Днепро-двинские племена, М., 1992;
- Кривичи Смоленского Поднепровья и Подвинья (в свете археологических данных) Архивная копия от 14 января 2021 на Wayback Machine. Смоленск, 2012;
- Древности Смоленской земли: материалы фондов смоленского государственного музея-заповедника. Смоленск, 2015.